# Marco Gonçalves (cestista)
Marco Gonçalves (Pombal, 22 aprile 1984) è un ex cestista portoghese.
Alto 206 cm, giocava come centro.

## Carriera
Con il Portogallo ha disputato i Campionati europei del 2011.